# PGC 1671975
LEDA/PGC 1671975 ist eine Galaxie im Sternbild Herkules am Nordsternhimmel, die schätzungsweise 426 Millionen Lichtjahre von der Milchstraße entfernt ist. Im selben Himmelsareal befinden sich u. a. die Galaxien NGC 6243 und IC 4623.